# Варусная деформация
Варусная деформация (genu varum или О-образная деформация) — один из видов деформации коленных или бедренных суставов, при котором колени расходятся в разные стороны, стопы при этом остаются сомкнутыми. Варусная деформация — это медиальная ангуляция (искривление направлено к средней линии тела) дистального сегмента кости или сустава. Обычно патология касается медиальных углов обеих конечностей.

## Причины варусной деформации[1]
Развитие патологии связано с проблемами, влияющими на рост костной ткани ног. Это рахит, проблемы со скелетом, опухоли и инфекции. Несбалансированный рацион и малое количество питательных веществ выступают дополнительным фактором, влияющим на образование варусной деформации. Для нормального роста костей и мышц необходимы кальций, фосфор и витамин D. Первые признаки деформации можно диагностировать уже в раннем детстве.
Травмы, переломы и некоторые операции на конечностях могут привести к приобретенной форме Genu Varum. Дополнительный фактор риска — профессиональная деятельность. Например, патология распространена среди жокеев и футболистов.

### Варусная деформация у детей
Дети до 18 месяцев имеют физиологический Genu Varum, что считается нормой. Если ребёнок сидит, его стопы находятся напротив друг друга, то большеберцовая и бедренная кости выгнутся наружу. Если ноги вытянуть, между коленями виден просвет.
В дальнейшем строение постепенно меняется. В первый год жизни коленные суставы постепенно сближаются, углы наклона бедренной кости наклоняются вниз по направлению к коленным суставам. Большеберцовая кость выпрямляется, а стопы разворачиваются вниз.
Кроме того, что меняются углы наклона, кости меняют структуру. Из хрящевой ткани они превращаются в костную. Окостенение и изменение углов готовят тело к ходьбе, чтобы оно могло выдержать собственный вес в вертикальном положении.

### Рахит
Рахит — заболевание, возникающее в результате дефицита витамина D и плохого усвоения кальция. Кальций — основной компонент костной ткани. Без витамина D организм теряет этот макроэлемент. Когда возникает рахит, кости становятся мягкими, ломкими и деформируются.
Частота распространенности рахита достигает 65 % в разных регионах мира. Он проявляется у детей раннего возраста и выступает одной из распространенных причин развития варусной деформации.
Genu varum может исчезать после корректировки рациона питания или требует медицинского вмешательства в тяжелых случаях, когда нарушена походка.

### Болезнь Блаунта
Болезнь Эрлахера-Блаунта характеризуется варусной деформацией проксимального отдела большеберцовой кости и внутренней торсией голени, возникающей вследствие нарушения функционирования медиальной части проксимальной зоны роста большеберцовой кости.
Пораженная кость выгибается наружу, образуя О-образную деформацию. Болезнь Блаунта делится на два типа: инфантильный и подростковый. Первый диагностируется на 2-3 году жизни. Подростковый тип развивается, если вовремя не заметить инфантильный. Тогда могут возникать осложнения, а лечение становится труднее.

### Дисплазия
Дисплазия — врожденная аномалия развития суставов проявляющаяся в деформации конечностей. Варусная патология — одна из них. Дисплазия имеет несколько степеней. Тяжелыми считаются подвывих и вывих бедра. Патология проявляется в том, что головка бедренной кости не входит в вертлужную впадину. Поэтому нарушается походка, осанка и нагрузки на оси ног.

## Диагностика
Стандартный протокол диагностики включает рентген обеих конечностей в положении стоя с правильной ориентацией наколенников.
При анализе рентгена проводят оценку угловых параметров коленного сустава на соответствие протоколу, предложенному D. Paley, т. Н. MAD-тест (Mechanical Axis Deviation — отклонение механической оси). Это позволяет выявить точную локализацию и степень деформации.

## Лечение
Обычно лечение маленьких детей до трёх с половиной лет не проводят. В этом возрасте Genu Varum является физиологической особенностью. Однако стоит наблюдать за деформацией. В некоторых случаях врачи назначают консервативное лечение, если Genu Varum прогрессирует.
После 3,5 лет проводят операционное лечение. Если причиной патологии стали рахит или другие болезни костей, в первую очередь лечат их. В этот период нельзя позволять ребёнку становиться на ноги.
Для пациентов старшего возраста показана остеотомия — хирургическое вмешательство для коррекции костей и суставов. Ортопедические методы консервативного лечения могут снять симптомы заболевания.

### Рахит
Если рахит продолжался длительное время, деформацию трудно исправить естественным путем. Тогда назначают хирургическое вмешательство.
Начальные формы рахита и первые стадии Genu Varum при нём корректируют витамином D и кальцием в рационе ребёнка. Сразу вводят высокие дозы витамина D3, постепенно снижая их. В зависимости от тяжести суточная доза согласно протоколов ВОЗ от 2000 до 5000 МЕ. Дополнительно назначают препараты кальция, магния, оротовой кислоты, карнитина хлорида, АТФ, поливитамины (E, гр. B, C).
ВОЗ рекомендует добавки витамина D для профилактики заболевания.

### Болезнь Блаунта
Лечение только оперативное. Выделяют два основных пути:
1. Влияние на рост кости — операции по стимуляции роста или блокировки роста. Лечение проводится для достижения симметрии конечностей.
2. Остеотомия с фиксацией костных фрагментов в нужном положении.

### Дисплазия
Раннее начало лечения оказывается одним из главных факторов успешной терапии. Если у ребёнка до 6 месяцев наблюдается синдром Ортолани, рекомендованно носить стремена Павлика или аппарат Гневковского. При отсутствии положительной динамики через 2 недели, назначают лейкопластырное вытяжение.